# تكة لر
تكة لر (بالفارسية: تکه‌لر) هي قرية تقع في غلستان في إيران. يقدر عدد سكانها بـ 1180 نسمة بحسب إحصاء 2016.